# Lion Rock (Piha Beach)
Lion Rock ist eine kleine Felseninsel an der Westküste der Region Auckland vor der Nordinsel von Neuseeland.

## Geographie
Die Felseninsel befindet sich im südlicheren Teil des Piha Beach, direkt unterhalb des Ortes Piha, der erhöht auf dem ansteigenden Teil der Küste liegt. Henderson, als  Stadtteil der früheren Stadt Waitakere City, die nun zu Auckland Council gehört, ist die nächstgrößere Stadt und liegt rund 15,5 km ostnordöstlich entfernt.
Der etwas über 80 m hohe und sehr steile Felsen besitzt eine Flächenausdehnung von rund 3,6 Hektar und misst in seiner Ost-West-Ausdehnung rund 260 m. An seiner breitesten Stelle kommt der Felsen auf rund 175 m in Nord-Süd-Richtung.
Der Piha Stream mündet direkt an dem Felsen in die Tasmansee.

## Geologie
Der Lion Rock ist ein erodierter Teil eines Vulkans, der vor ca. 16 Millionen Jahren aktiv war.
Rund 520 m südsüdwestlich, am südlichen Ende des Piha Beach befindet sich mit Taitomo Island ein weiteres Reststück eines ehemaligen Vulkans.